# Édes bosszú (televíziós sorozat)
Az Édes bosszú (eredeti cím: Tatlı İntikam) egy 2016-os török televíziós sorozat, melynek főszereplői Furkan Andıç és Leyla Lydia Tuğutlu. Törökországban a Kanal D csatorna vetítette 2016. március 26-tól november 12-ig, Magyarországon a LifeTV sugározta 2021. augusztus 30-tól 2021. december 30.-ig. 

## Történet
Pelin, aki egész eddigi szerelmi életében balszerencsés volt, végre úgy érzi, meg tudja törni az átkot. Éppen esküvőjére készül álmai szerelmével, aki viszont váratlanul elhagyja. Pelin kétségbe esésében végül a múltban találja meg minden baj gyökerét: úgy dönt, bocsánatot kér Sinantól, aki a főiskolán viszonzatlanul szerelmes volt belé, de Pelin összetörte a szívét. Pelin megpróbálja felkutatni Sinant, akit végül a legváratlanabb helyen talál meg és aki azóta teljesen megváltozott. Kettejük közt nem úgy alakulnak a dolgok, ahogy Pelin szeretné, eljött ugyanis Sinan édes bosszújának az ideje.

## Szereplők és magyar hangjaik
| Színész             | Szereplő            | Magyar hang       |
| ------------------- | ------------------- | ----------------- |
| Leyla Lydia Tuğutlu | Pelin Soylu         | Gáspár Kata       |
| Furkan Andıç        | Tankut Sinan Yılmaz | Czető Roland      |
| İlker Kızmaz        | Barış               |                   |
| Zeyno Günenç        | Süheyla Soylu       | Kiss Erika        |
| Kerem Atabeyoğlu    | Rıza Soylu          | Faragó András     |
| Ayşenil Şamlıoğlu   | Meliha Yılmaz       | Zsurzs Kati       |
| Çağrı Çitanak       | Bülent              | Hamvas Dániel     |
| Hazal Türesan       | Başak               | Andrádi Zsanett   |
| Cemre Gümeli        | Simay               | Mikecz Estilla    |
| Seren Deniz Yalçın  | Ceyda               | Sipos Eszter Anna |
| Bülent Seyran       | Necip Uysal         | Elek Ferenc       |
| Elif Çakman         | Havva Uysal         | Nyírő Eszter      |
| Büşra Develi        | Rüzgar              |                   |
| Can Nergis          | Tolga               | Zöld Csaba        |
| Barış Gönenen       | Serkan              | Sörös Miklós      |
| Emre Taşkıran       | Hakan               | Moser Károly      |

## Évados áttekintés
| Évad | Évad | Török epizódok száma | Magyar epizódok száma | Eredeti sugárzás  | Eredeti sugárzás   | Eredeti sugárzás | Magyar sugárzás     | Magyar sugárzás    | Magyar sugárzás |
| Évad | Évad | Török epizódok száma | Magyar epizódok száma | Évadpremier       | Évadfinálé         | Eredeti adó      | Évadpremier         | Évadfinálé         | Magyar adó      |
| ---- | ---- | -------------------- | --------------------- | ----------------- | ------------------ | ---------------- | ------------------- | ------------------ | --------------- |
|      | 1.   | 30                   | 82                    | 2016. március 26. | 2016. november 12. | Kanal D          | 2021. augusztus 30. | 2021. december 30. | LifeTV          |